# یاشا زوترلین
یاشا زوترلین (انگلیسی: Jasha Sütterlin؛ زادهٔ ۴ نوامبر ۱۹۹۲) دوچرخه‌سوار اهل آلمان است.
از باشگاه‌هایی که در آن بازی کرده‌است می‌توان به تیم موویستار اشاره کرد.
وی در مسابقات کشوری و بین‌المللی در مجموع برندهٔ ۱ مدال برنز شده‌است.